# Rosolino Orlando
Rosolino Orlando (San Pier d'Arena, 25 gennaio 1860 – Livorno, 28 dicembre 1924) è stato un imprenditore, filantropo e politico italiano, appartenente alla terza generazione della famiglia Orlando. Egli è stato uno dei protagonisti della vita di Livorno all’inizio del ‘900. Non solo è stato protagonista della vita imprenditoriale labronica ma ha avviato importanti iniziative rivolte al miglioramento cittadino. È stato inoltre molto attivo nelle attività filantropiche cittadine..

## Biografia
Tenuto a battesimo da Francesco Crispi, ad indicare il carattere risorgimentale dell'Orlando è stato membro del Comitato Cittadino di Previdenza di Livorno. Presidente dell'Ente Portuale Livornese. Cassiere del Comitato Filantropia Senza Sacrifici. Grand'Ufficiale dei SS. Maurizio e Lazzero, Cavaliere di Gran Croce della Corona d'Italia. Commendatore della Legion d'Onore. Medaglia d'oro del Ministero dell'Interno per i soccorsi portati ai colpiti dal moto tellurico della Marsica. Medaglia di benemerenza del municipio di Livorno per i soccorsi prestati ai colpiti dall'epidemia colerica del 1911. Nominato per acclamazione dall'amministrazione civile cittadino benemerito di Livorno, Commercia l'acqua minerale sgorgante dalla sorgente in Sasso Rosso di sua proprietà.
Dopo essersi laureato in Giurisprudenza presso l'Università degli Studi di Genova, entra a lavorare nei Cantiere navale Orlando, fondando insieme ai suoi fratelli la s.n.c proprietaria dei cantieri. Si dedica molto a questioni cittadine in campo politico.
A seguito di divergenze con il fratello Giuseppe Orlando nella gestione del cantiere di Livorno viene liquidato nel 1904 insieme agli altri suoi fratelli (Luigi, Salvatore e Paolo).
Nel 1895 è nominato sindaco di Livorno e da questa stessa data al 1899 è Primo Gran Sorvegliante della massoneria del Rito simbolico italiano.
Il suo patrimonio immobiliare è enorme. Possiede case e ville fra cui l'ex Gower a Quercianella, la torrita del Castellaccio ed altre abitazioni nella zona di Montenero, in piazza delle Carrozze, in via Ponte di Calignaia, in via Litorale, in via della Leccetta ed in via della Bassata. Il patrimonio passò integro ai i figli Mario, Giorgio, Paolo e Teresa.
Nel 1906 è tra i fondatori della Cementiera Italiana di Livorno, è anche amministratore delegato dell'Ilva tra il 1912 e il 1914 e siede nei consigli di amministrazione dell'Elba e Società Anonima Miniere ed Altiforni.
Nel 1909 è nominato conte. Nel 1914 è rinominato sindaco di Livorno fino al 1920, fece costruire importanti opere infrastrutturali tra cui il prolungamento dell'acquedotto fino a Quercianella e il completamento del palazzo di giustizia.
Nel 1918 è anche presidente dell'Ilva, consigliere della Società Siderurgica di Savona, Consigliere del Lloyd Mediterraneo e Consigliere della società Anonima Torbiere d'Italia.

## Filantropia
Rosolino è stato particolarmente attivo nella città di Livorno anche per tutta una serie di attività filantropiche avviate o sponsorizzate personalmente.
Dal 1903 al 1914 è Presidente del Consiglio d'amministrazione dei RR. Spedali Riuniti, promuovendo l'ammodernamento del nosocomio e il risanamento del quartiere circostante.
Nel 1908 viene inaugurata la funicolare di Montenero da lui voluta e promossa.
Dal 1909 al 1914 è presidente del consiglio d'amministrazione dell'istituto Case Popolari, periodo nel quale vengono edificate le prime case di edilizia popolare a Livorno.
Nel 1912 è presidente della Società Volontaria di Soccorso.
Nel 1915 inaugura l'asilo elioterapico Regina Elena (poi trasformato nell'Acquario comunale Diacinto Cestoni), da lui voluto e promosso.
Come sindaco della città avviò le operazioni di risanamento della via Cairoli, con la posa della prima pietra del palazzo delle Poste.

## Onorificenze
Cavaliere Gran Croce della Corona d'Italia
  Grand'Ufficiale dei SS. Maurizio e Lazzero
  Medaglia d'oro al valor civile
  Commendatore della Legion d'onore